# إدوارد كاربينتير
إدوارد كاربينتيّر (بالفرنسية: Édouard Carpentier)‏ هو مقدم تلفزيوني ومدير فرنسي وكندي، ولد في 17 يوليو 1926 في روآن في فرنسا، وتوفي في 30 أكتوبر 2010 في مونتريال في كندا بسبب نوبة قلبية.

## وصلات خارجية
- إدوارد كاربينتيّر على موقع WrestlingData.com (الإنجليزية)
- إدوارد كاربينتيّر على موقع CageMatch worker (الإنجليزية)
- إدوارد كاربينتيّر على موقع قاعدة بيانات المصارعة على الإنترنت (الإنجليزية)
- إدوارد كاربينتيّر على موقع عالم المصارعة على الإنترنت (الإنجليزية)
- إدوارد كاربينتيّر على موقع عالم المصارعة على الإنترنت (الإنجليزية)
- إدوارد كاربينتيّر على موقع IMDb (الإنجليزية)
- إدوارد كاربينتيّر على موقع ألو سيني (الفرنسية)
- إدوارد كاربينتيّر على موقع قاعدة بيانات الفيلم (الإنجليزية)